# Estació de Biodiversitat Tiputini
Estació de Biodiversitat Tiputini és una estació biològica de recerca científica de camp establerta a l'Amazones equatoriana. Està situada a la província d'Orellana, a uns 280 quilòmetres del SEE de Quito. Es troba al riba nord del riu Tiputini, un afluent sud del riu Napo, forma part del Parc Nacional Yasuní Reserva de la Biosfera. L'estació és gestionada conjuntament per la Universitat Sant Francisco de Quito i la Universitat de Boston com un centre d'educació, recerca i conservació.
Conserva un tram de 6,5 km², que inclou la majoria de selva primària de bosc no inundat, a més d'una estreta franja de vegetació inundada cap al riu, rierols i petits bassals entorn d'un llac. Durant l'estació seca  apareixen platges de 100 m d'extensió com a màxim, al llarg del riu Tiputini.
L'estació està orientada a la recerca i l'educació sobre la conservació de l'ecosistema amazònic. Els investigadors realitzen una àmplia gamma de temes que van des de la catalogació de la megadiversitat regional al comportament animal amb la finalitat d'avançar en la ciència en general.
El descobriment de nous jaciments de petroli ha posat en risc l'estació.